# Ларичев Олександр Іванович
Олександр Іванович Ларичев (серпень 1892, село Ільїнське Тетюшського повіту Казанської губернії, тепер Татарстан, Російська Федерація — розстріляний 19 червня 1938, місто Ростов-на-Дону, тепер Російська Федерація) — радянський діяч, голова Центральної контрольної комісії КП(б) Таджикистану, народний комісар робітничо-селянської інспекції Таджицької РСР, член ЦВК СРСР 4-го скликання. Член Центральної контрольної комісії ВКП(б) у 1927—1934 роках.

## Біографія
Народився в селянській родині. Батько помер, коли Олександру Ларичеву було п'ять років. Рік навчався в сільській початковій школі. У 1901 році родина Ларичева покинула Казанську губернію і перебралася до Бакинського нафтового району (в селище Балахни біля Баку). Більше року Олександр Ларичев виховувався в притулку і навчався в школі.
З 1906 року — учень токаря на одному із заводів Баку, потім був учнем слюсаря в інструментальному відділенні заводу. У 1910 році працював слюсарем механічних майстерень в Баку. Цього ж року покинув Баку та знайшов роботу на Волзі. Бурлакував на баржі, служив на пароплаві матросом. У 1911 році повернувся до Баку, де працював з 1911 по 1912 рік слюсарем на механічному заводі «Гірничого товариства» та співпрацював у місцевій соціал-демократичній організації. У результаті нещасного випадку в 1912 році отримав важку травму голови. Деякий час не міг працювати, з 1913 по 1915 рік був слюсарем на підрядному бурінні Гераєва в Баку та на волзькому пароплаві.
У 1915 році п'ять місяців служив у 97-му запасному полку російській армії в Симбірську. Потім був направлений на казенні збройні заводи Уралу як фахівець-слюсар. Працював на Верхньо-Ісетському і Верхньо-Туринському заводах Пермської губернії.
Член РСДРП(б) з березня 1917 року.
У лютому — травні 1918 року — секретар комітету РКП(б) Верхньо-Туринського заводу та голова виконавчого комітету Верхньо-Туринської повітової ради Пермської губернії.
У липні — грудні 1918 року — військовий комісар Верхньо-Туринського заводу; член районного революційного комітету Кушви; член Верхньо-Туринського повітового виконавчого комітету, заступник голови Верхньо-Туринської повітової надзвичайної комісії (ЧК) Пермської губернії. У грудні 1918 року важко захворів, перебував на лікуванні.
У січні — квітні 1919 року — червоноармієць 1-го Казанського запасного піхотного полку 5-ї армії Східного фронту РСЧА в місті Казані.
У 1919 році — член сільської ради, член виконавчого комітету Краснополянської волосної ради Тетюшського повіту, військовий комісар Краснополянської волості, завідувач Верхньо-Туринського повітового земельного відділу Пермської губернії.
У вересні — жовтні 1919 року — голова Верхньо-Туринського повітового організаційного бюро РКП(б). З жовтня 1919 року — голова Верхньо-Туринського повітового комітету РКП(б) Пермської губернії.
У листопаді 1919 — березні 1920 року — голова виконавчого комітету Верхньо-Туринської повітової ради Пермської губернії.
У листопаді 1920 — січні 1922 року — завідувач Єкатеринбурзького губернського відділу управління.
У січні — листопаді 1922 року — голова виконавчого комітету Єкатеринбурзької повітово-міської ради. У листопаді 1922 — лютому 1923 року — член виконавчого комітету Єкатеринбурзької повітової ради.
У лютому — листопаді 1923 року — інструктор організаційного відділу Єкатеринбурзького губернського комітету РКП(б).
У листопаді 1923 — липні 1924 року — завідувач організаційного відділу Єкатеринбурзького окружного комітету РКП(б).
У липні 1924 — жовтні 1925 року — інструктор організаційного відділу Уральського обласного комітету РКП(б). У жовтні 1925 — вересні 1926 року — завідувач обліково-розподільного підвідділу та заступник завідувача організаційно-розподільного відділу Уральського обласного комітету РКП(б).
У вересні 1926 — квітні 1929 року — голова Уральської обласної контрольної комісії ВКП(б) — завідувач обласної робітничо-селянської інспекції.
У квітні — серпні 1929 року — завідувач організаційного відділу Уральського обласного комітету ВКП(б).
У серпні — жовтні 1929 року — в. о. 2-го секретаря Уральського обласного комітету ВКП(б).
У жовтні 1929 — 1930 року — відповідальний інструктор ЦК ВКП(б) у Москві.
15 червня 1930 — 1932 року — голова Центральної контрольної комісії КП(б) Таджикистану. Одночасно, в серпні 1930 — серпні 1932 року — народний комісар робітничо-селянської інспекції Таджицької РСР.
У 1932—1933 роках — слухач курсів марксизму-ленінізму при ЦВК СРСР.
У червні 1933 — січні 1933 року — заступник голови Азово-Чорноморської крайової контрольної комісії ВКП(б) — заступник завідувача крайової робітничо-селянської інспекції.
З квітня 1934 року — заступник уповноваженого Комісії партійного контролю при ЦК ВКП(б) по Азово-Чорноморському краю в Ростові-на-Дону.
Обирався головою Азово-Чорноморської крайової ради профспілок.
До жовтня 1937 року — голова Ростовської міської ради.
13 жовтня 1937 року заарештований органами НКВС. Засуджений Воєнною колегією Верховного суду СРСР 19 червня 1938 року до страти, розстріляний того ж дня в місті Ростові-на-Дону.
Посмертно реабілітований.